# 시즈와역
시즈와역(일본어: 静和駅)은 일본 도치기현 도치기시에 있는 도부 철도 닛코 선의 역이다. 역 번호는 TN 09이다.

## 역사
- 1929년
  - 4월 1일: 도부 이즈미역으로 개업.
  - 7월 1일: 시즈와 역으로 역명 변경.
- 2012년 3월 17일: TN 09의 역 번호 도입.

## 역 구조
섬식 승강장 1면 2선의 지상역이다. 역사는 선로의 서쪽에 있고 승강장은 지하도에서 연결된다. PASMO 대응 자동 개찰기가 설치된 역이다.
1번 선 서쪽에 남은 블록의 플랫폼 흔적은 과거 화물 취급을 하던 자취이다.

### 승강장
| 번호 | 노선    | 방향 | 행선                                                                                            |
| ---- | ------- | ---- | ----------------------------------------------------------------------------------------------- |
| 1    | 닛코 선 | 하행 | 신토치기・도부 닛코・ 기누가와 선・ 우쓰노미야 선 도부 우쓰노미야 방면                          |
| 2    | 닛코 선 | 상행 | 미나미쿠리하시・도부 도부쓰코엔・ 도부 스카이트리 라인 기타센주・도쿄 스카이트리・아사쿠사 방면 |

## 역 주변
- 도치기 시립 시즈와 초등학교
- 도치기 시립 시즈와 어린이집
- 도치기 시 관공서 시즈와 연락소
- 이와후네 시즈와 우체국
- 군마 은행 도치기 지점 이와후네 출장소

## 사진

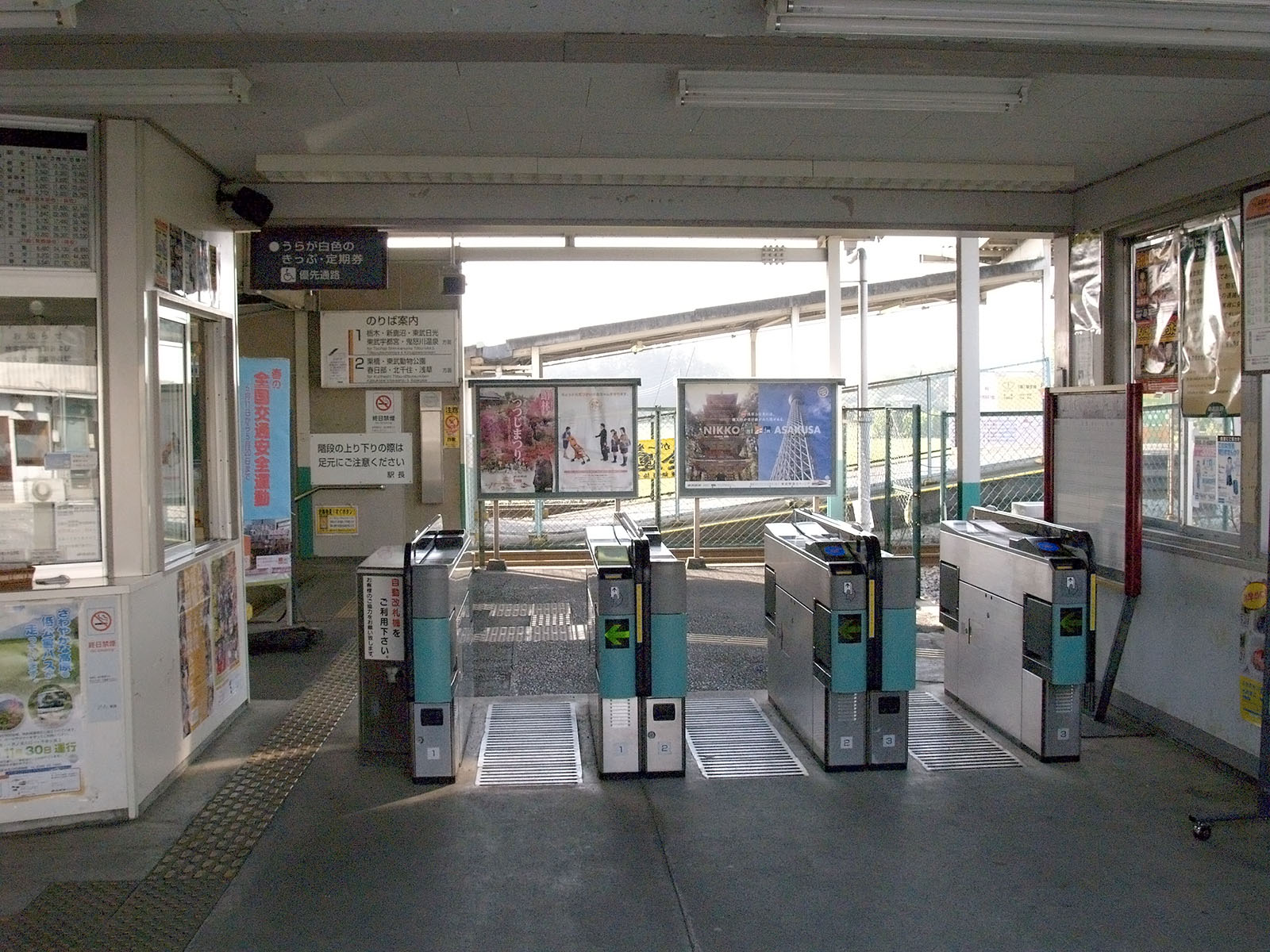
개찰구

## 인접역
| 도부 철도 닛코 선                   | 도부 철도 닛코 선 | 도부 철도 닛코 선                 |
| ----------------------------------- | ----------------- | --------------------------------- |
| TN 08 후지오카 도부 도부쓰코엔 방면 | ■ 보통            | 신오히라시타 TN 10 도부 닛코 방면 |